# Hans-Rudolf Nebiker

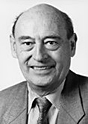
Hans-Rudolf Nebiker

Hans-Rudolf Nebiker (* 10. Oktober 1929 in Liestal; † 3. März 2008 in Diegten; heimatberechtigt in Pratteln) war ein Schweizer Politiker (SVP).

## Biografie
Seine Kindheit verbrachte Nebiker in Pratteln und Sissach. Nach der Matura am Realgymnasium in Basel absolvierte er an der ETH Zürich ein Studium in Agrarwissenschaften, das er 1953 mit dem Diplom abschloss. Er war in Diegten als Futtermittelproduzent tätig. Später war er Verwaltungsrat bei den SBB und Präsident der Schweizerischen Vereinigung des privaten Agrarhandels.
Von 1962 bis 1976 sass Nebiker im Gemeinderat von Diegten und gehörte von 1975 bis 1998 dem Nationalrat an. In den Jahren 1979 bis 1984 war Nebiker Vizepräsident der SVP Schweiz. Er präsidierte von 1982 bis 1989 Fraktion der SVP in der Bundesversammlung. Im Amtsjahr 1991/92 war er Nationalratspräsident. Nebiker war Mitglied der geheimen Widerstandsorganisation P-26.
Nebiker galt als liberaler Vertreter der SVP und als Experte für Agrarpolitik und als Verkehrs- und Finanzpolitiker. Er setzte sich für die Autobahnvignette, die Schwerverkehrsabgabe und die Mehrwertsteuer ein.
Nebiker war verheiratet und hatte sechs Töchter. In der Schweizer Armee war er Oberstleutnant der Artillerie.